# Acrocercops clitoriella
Acrocercops clitoriella là một loài bướm đêm thuộc họ Gracillariidae. Loài này có ở Cuba.
Ấu trùng ăn các loài Clitoria, bao gồm Clitoria ternatea. Chúng có thể ăn lá nơi chúng làm tổ.